# Хербслебен
Хербслебен (њем. Herbsleben) општина је у њемачкој савезној држави Тирингија. Једно је од 47 општинских средишта округа Унструт-Хајних. Према процјени из 2010. у општини је живјело 3.088 становника. Посједује регионалну шифру (AGS) 16064022.

## Географски и демографски подаци
Хербслебен се налази у савезној држави Тирингија у округу Унструт-Хајних. Општина се налази на надморској висини од 169 метара. Површина општине износи 25,0 km². У самом мјесту је, према процјени из 2010. године, живјело 3.088 становника. Просјечна густина становништва износи 123 становника/km².